# Публічна дипломатія
Публічна дипломатія — це цілеспрямована міжнародна та іноземна діяльність держави через підконтрольні або фінансовані нею установи та організації щодо здійснення інформаційного впливу на думку і поведінку населення зарубіжних країн у контексті її зовнішньополітичних національних інтересів.
Публічна дипломатія також розуміється як одна зі складових стратегічних комунікацій, на яку покладено ключове завдання — формування іміджу держави та її інституцій на міжнародному рівні, закріплення значимих брендів у глобальному інформаційному просторі.
Феномен публічної дипломатії не є зовсім новим явищем, особливої актуальності в науковій думці дана проблематика набуває протягом останніх 20–30 років. Родоначальниками публічної дипломатії є США, а з часу своєї появи у 60-ті роки ХХ століття зазначена концепція отримала загальне розповсюдження.